# IGR J17091-3624
IGR J17091-3624 wird als Low Mass X-ray Binary (LMXB, dt. Röntgendoppelsternsystem mit geringer Masse) bezeichnet, das aus einem entwickelten Stern der Spektralklasse F8 V und einem stellaren Schwarzen Loch besteht, die sich im Sternbild Skorpion umkreisen.
IGR J17091-3624 wurde von INTEGRAL / IBIS während einer Beobachtung des Galaktischen Zentrums am 14. und 15. April 2003 entdeckt.

## Systemaufbau
Mit seiner starken Anziehungskraft entreißt das Schwarze Loch seinem Begleitstern (mit der Bezeichnung: 2MASS J17090199-3623260) Materie. Diese Materie fällt aufgrund der Drehimpulserhaltung nicht direkt in das Schwarze Loch, sondern bildet zunächst eine rasch rotierende Akkretionsscheibe.
Man  verwendet in der Terminologie auch den Begriff Mikroquasar oder Black Hole X-ray Binary (BHXB), wenn es sich bei der kompakten Komponente um ein Schwarzes Loch handelt.
Eine kombinierte Massenschätzung für das Schwarze Loch unter Verwendung von drei unterschiedlichen Methoden, ergibt mit 90%iger Sicherheit einen Massenbereich von 8,7 bis 15,6 M⊙.
Während eines Ausbruchs im Jahr 2011 entwickelte sich die Quelle über Zwischenzustände vom sogenannten „low/hard state“ (LHS) zum „high/soft state“ (HSS) Spektralzustand. Unter Verwendung einer geschätzten Leuchtkraft bei diesem Übergang und der gleichzeitigen Beobachtungen bei verschiedenen Frequenzbereichen wurde für eine angenommene typische Masse von MBH = 10 M⊙ eine Entfernung zum Sonnensystem von ca. 11 bis 17 kpc (ca. 36.000 – 55.000 Lj) abgeleitet, die mit den beobachteten Radioemissionen der Quelle übereinstimmend ist.

## Beobachtung
Durch differenzielle Reibung in der Akkretionsscheibe wird das Gas auf Millionen Grad erhitzt und sendet dabei hochenergetische Röntgenstrahlen aus, die in der gesamten Galaxie sichtbar sind. Bei Änderungen innerhalb des Plasmastroms in der Scheibe, treten spezielle Röntgenvariabilitätsmuster auf, bei denen es sich um quasi-periodische Ausbrüche (engl. quasi periodic oscillations, QPOs) mit Frequenzen von ≈ 0,1 bis 10 Hz handelt, die sich in einen Zeitraum von 5 bis 70 Sekunden wiederholen und wie ein „Herzschlag“ mit unterschiedlicher Intensität pulsieren. Eine genauere Untersuchung bestätigte die Standardhypothese, dass die Schwingungen auf das Grenzzyklusverhalten einer von instabilem Strahlungsdruck dominierten inneren Scheibe zurückzuführen sind.
Ein ähnliches Verhalten bisher wurde nur beim Schwarzen Loch GRS 1915+105 beobachtet, jedoch mit 20-mal stärkeren Ausbrüchen.
Die meisten bisher entdeckten BHXB’s sind transiente Röntgenquellen, die immer wieder helle Ausbrüche aufweisen. Während des Beginns der monatelangen bis jahrelangen Ausbrüche, durchlaufen diese relativ kurzlebige Zwischenzustände beim Übergang vom „low/hard state“ (LHS) (mit einer Akkretionsrate die ca. 1 % bis 10 % der Eddington-Leuchtkraft entspricht) zum „high/soft state“ (HSS) (mit einer Akkretionsrate von ca. 10 % bis 50 % der Eddington-Leuchtkraft). Im „low/hard state“ (LHS) weisen die Quellen typischerweise harte Röntgenspektren auf.
Das Standardparadigma für Akkretionsscheiben in Binärsystemen mit Schwarzen Löchern ist, dass sich der innere Radius der Scheibe im HSS Spektralzustand bis zur innersten stabilen Kreisbahn (engl. innermost stable circular orbit, ISCO) erstreckt, während er im LHS-Spektralzustand bereits bei einem viel größeren Radius abgeschnitten wird. Bei Verwendung von relativistischen Reflexionsmodellen zeigt sich, dass die Akkretionsscheibe permanent bei Rin ≥ 10 rg abgeschnitten ist, wobei eine geringe Scheibenneigung von ≈ 30° bis 40° zur Sichtlinie vorausgesetzt wird.
Spektroskopische Untersuchungen von IGR J17091 haben deutlich gezeigt, dass Akkretionsscheibenwinde in weichen, scheibendominierten HSS-Spektralzuständen vorhanden sind, und mit den früher beobachteten stellaren Jets in LHS Spektralzuständen abwechselnd in Verbindung stehen.
IGR J17091-3624 bläst Materie mit einer Geschwindigkeit von 9,3 × 103 km s−1 (ca. 0,03 c oder 32 Mio. km/h) ins All hinaus. Das konnte bei Beobachtungen mit dem Röntgenteleskop Chandra nachgewiesen werden. Es ist die bislang höchste Geschwindigkeit für einen „Scheibenwind“, der von einem stellaren Schwarzen Loch ausgeht. Bislang waren solche hohen Geschwindigkeiten nur von supermassereichen Schwarzen Löchern in Galaxienzentren bekannt. Es wird vermutet, dass der Gasstrom durch starke Magnetfelder angetrieben wird.
Eine Photoionisationsmodellierung legt nahe, dass dieser Akkretionsscheibenwind innerhalb von 43.300 Schwarzschild-Radien vom Schwarzen Loch ausgeht und bis zu 95 Prozent der einfallenden Materie wieder ins All hinausbläst.
Zusammen mit Cygnus X-1, GRO J1655-40 und GRS 1915+105 ist IGR J17091-3624 einer von derzeit zehn bekannten galaktischen Mikroquasaren (Stand 2019).